# Alonso de Ledesma
Alonso de Ledesma (Segovia, 1562-ibíd., 1623) fue un escritor español, iniciador del conceptismo.
Su poesía se centra en el juego ingenioso, que a veces conduce hasta el absurdo. Fue el primero en adoptar el concepto como forma sistemática de expresión; su juego formal se basa en la condensación expresiva y para ello se sirve de la polisemia, las elipsis, las oposiciones de contrarios o antítesis, las paradojas, todo lo que exija una agudeza conceptual. Esta estética fue seguida de forma entusiasta por Francisco de Quevedo, Luis Vélez de Guevara y su El diablo cojuelo y la prosa de tipo moralista y satírico de Baltasar Gracián.
Ledesma participó en varios concursos de diversas festividades y certámenes, y ganó en muchos, como en uno realizado en 1603 en Valladolid en honor de la canonización de San Raimundo (de la Orden de Santo Domingo), o en las Fiestas en honor del nacimiento de Felipe IV en la misma ciudad, en 1605, y en los certámenes literarios de 1609 en Salamanca y Segovia por la canonización de San Ignacio de Loyola. Hasta 33 jeroglíficos de Ledesma incluye Alonso de Salazar en su Relación con motivo de la festividad de Salamanca. Se conserva, además, un sermón suyo en enigmas. También participó activamente en las justas literarias que organizó la ciudad de Segovia con motivo de la inauguración del nuevo santuario de la Fuencisla en 1613; según indica Jerónimo de Alcalá en su libro de relaciones de sucesos Milagros de Nuestra Señora de la Fuencisla... fue juez de estos certámenes literarios de temática mariana y en las Misas Mayores celebradas en la Catedral se cantaron romances y villancicos suyos. 
Escribió Conceptos espirituales (tres partes, Madrid, 1600, 1608, 1612), que desarrollan varios puntos de doctrina cristiana en forma alegórica; la obra alcanzó tal éxito que se reimprimió más de treinta veces solamente en el siglo XVII. Siguieron Juegos de la Noche Buena en cien enigmas (1611), versiones a lo divino de los viejos villancicos y cantares populares de la última Edad Media que incluye cien enigmas con logogrifos, letreados, paranomasias y juegos de palabras. El Romancero y monstruo imaginado (1615) abunda en equívocos de agudeza (Baltasar Gracián le llamaba Divino). Su última obra se editó póstuma: los Epigramas y Hierogllíficos de la vida de Christo, donde se incluye un largo «Coloquio entre la Fama y Eresma, río de Segovia», acerca de las grandezas y antigüedades de la ciudad. Amigo de Lope de Vega y conocedor del lenguaje aragonés, el bibliógrafo Francisco Vindel (1937) lo da como plausible autor del llamado Quijote de Avellaneda.